# Hardham
Hardham – wieś w Anglii, w hrabstwie West Sussex, w dystrykcie Horsham. Leży 22 km na północny wschód od miasta Chichester i 68 km na południowy zachód od Londynu.